# Cerkiew św. Ewangelisty Łukasza w Tyniewiczach Dużych
Cerkiew pod wezwaniem św. Apostoła i Ewangelisty Łukasza – prawosławna cerkiew parafialna w Tyniewiczach Dużych. Należy do dekanatu Narew diecezji warszawsko-bielskiej Polskiego Autokefalicznego Kościoła Prawosławnego.

## Położenie
Świątynia znajduje się na cmentarzu parafialnym.

## Historia

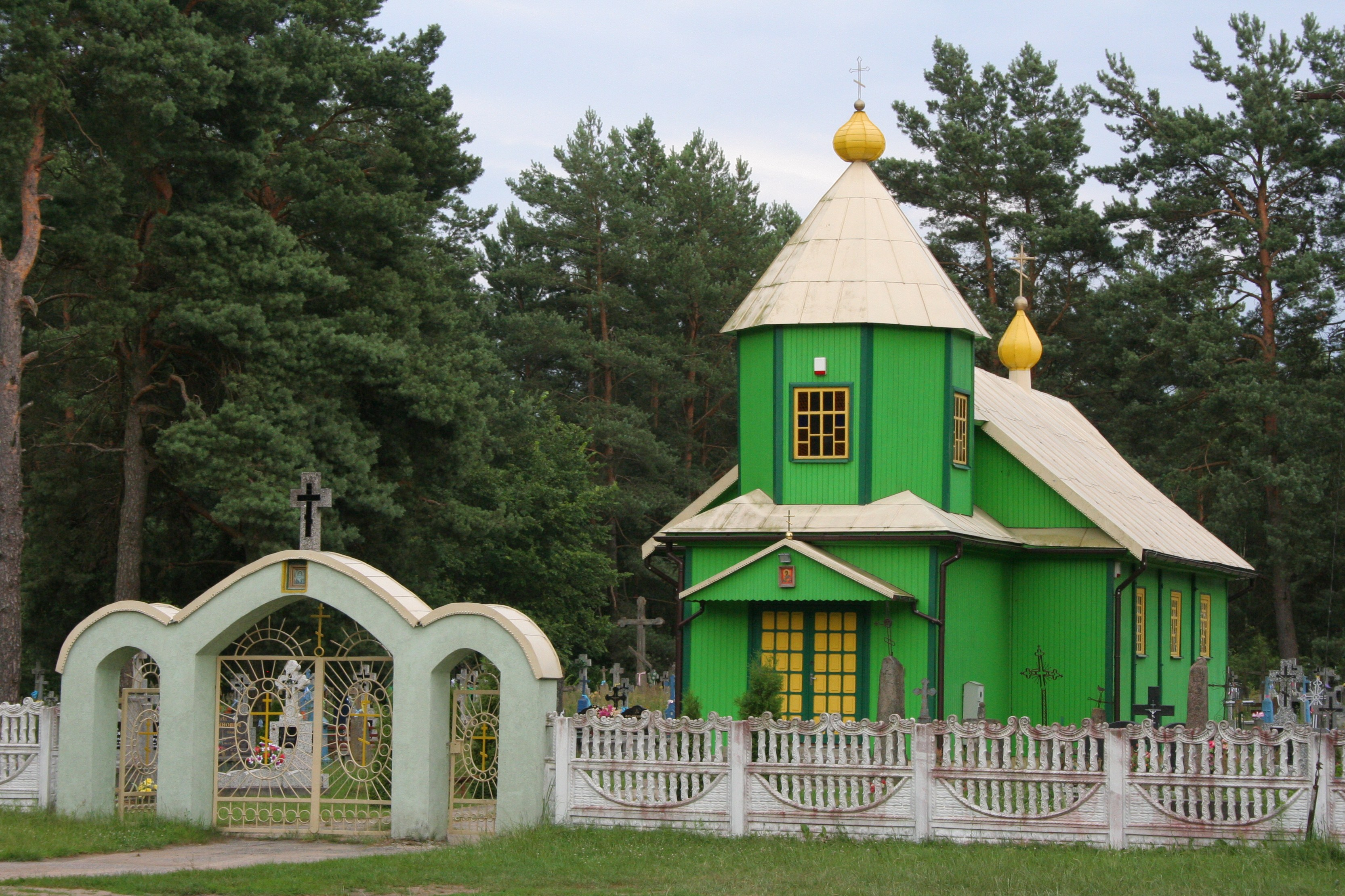
Cerkiew w 2009 r.

Pierwsza cerkiew została zbudowana około 1750. Spalona w czasie walk niemiecko-radzieckich w 1944. Odbudowana w latach 1944–1948, poświęcona w 1948. Od 5 lipca 1982 świątynia parafialna.
Od lat 90. XX w. cerkiew jest sukcesywnie remontowana i wyposażana w nowe utensylia. Ponownie poświęcona 31 października 2011 przez metropolitę Sawę.
Cerkiew i cmentarz wpisano do rejestru zabytków 14 września 2001 pod nr A-25.

## Architektura
Budowla drewniana, o konstrukcji zrębowej, jednonawowa. Od frontu czworoboczna kruchta z dwuspadowym daszkiem nad wejściem. Prezbiterium mniejsze od nawy, zamknięte trójbocznie, z boczną zakrystią. Nad kruchtą ośmioboczna wieża z blaszanym ostrosłupowym hełmem zwieńczonym niewielką kopułką. Nad nawą jednokalenicowy blaszany dach z wieżyczką zwieńczoną baniastym hełmem.